# Eduard Herbst
Eduard Herbst (9. december 1820 i Wien – 25. juni 1892 sammesteds) var en østrigsk statsmand. 
Herbst blev 1843 dr.jur. og 1847 professor i Lemberg, men forflyttedes 1858 til Prag. I 1861 valgtes han til den bøhmiske landdag og herfra til det østrigske underhus; hvor han blev en af det tyske partis førere og som ypperlig taler deltog i alle vigtigere forhandlinger, ligesom hans store kundskabsfylde skaffede ham sæde i de fleste vigtige udvalg. 
Ligeledes kæmpede han i den bøhmiske landdag som en af tyskernes ordførere lige indtil 1885, da han faldt igennem i sin tidligere kreds. December 1867 blev han justitsminister (indtil april 1870) og gennemførte flere væsentlige fremskridt, afskaffelse af gældsfængsel, nævninger i pressesager og en række love om kirkelige forhold. 
Efter at være afgået som minister indtog han på ny sin plads i underhuset som leder for det "forfatningstro" parti, bekæmpede 1871 med held Hohenwart og medvirkede 1879 væsentlig til ministeriet Auerspergs fald ved sine angreb på dets østerlandske politik. Da han derved meget mod sit ønske havde bragt ministeriet Taaffe til roret, trak han sig tilbage fra den østerrigske delegation.
Han måtte nu se på, hvorledes tyskerne tabte deres flertal i underhuset, og hvorledes der stadig gjordes større indrømmelser til de slaviske folkestammers ønsker. Siden 1885 repræsenterede han en af kredsene i Wien. Herbst har også gjort sig bekendt som retsvidenskabelig forfatter, især ved en Håndbog i østerrigsk Strafferet (2 bind, 1855, 7. udgave 1882-84).